# Ars-Laquenexy
Ars-Laquenexy település Franciaországban, Moselle megyében. Lakosainak száma 938 fő (2022. január 1.). Ars-Laquenexy Coincy, Jury, Laquenexy, Marsilly, Mécleuves, Metz és Peltre községekkel határos.

## Népesség
A település népességének változása:
| Lakosok száma | 205  | 541  | 741  | 879  | 955  | 938  | 910  | 899  | 930  | 938  |
|               | 1968 | 1982 | 1990 | 2006 | 2013 | 2015 | 2017 | 2019 | 2020 | 2022 |